# The Days (Avicii)
The Days è un singolo del produttore musicale e disc jockey svedese Avicii, che vede la partecipazione vocale di Robbie Williams. La canzone è stata scritta da Brandon Flowers, da Vincent Pontare e dallo stesso Avicii, che ha partecipato anche alla produzione e alla pubblicazione della canzone. Il brano, inizialmente previsto per il lancio in Regno Unito il 23 novembre, è stato pubblicato ufficialmente in tutto il mondo il 3 ottobre 2014; è stata pubblicata al fianco del singolo The Nights.

## Video musicale
Il primo video ufficiale del brano è stato il lyric, pubblicato su YouTube sul canale Vevo di Avicii: nel video si vede lo street artist Ino che dipinge con una bomboletta spray il testo della canzone in nero su un muro bianco. Verso la fine del video un pan-out rivela il testo, creando un ritratto di Avicii, che viene successivamente coperto da spruzzi di vernice colorata dall'artista. Il videoclip a settembre 2021 raggiunge le 200.000.000 di visualizzazioni su Youtube.

## Classifiche
| Classifica (2014) | Posizione massima |
| ----------------- | ----------------- |
| Australia         | 2                 |
| Austria           | 3                 |
| Belgio (Fiandre)  | 2                 |
| Belgio (Vallonia) | 2                 |
| Croazia           | 2                 |
| Danimarca         | 4                 |
| Finlandia         | 5                 |
| Germania          | 7                 |
| Israele           | 2                 |
| Italia            | 10                |
| Norvegia          | 2                 |
| Paesi Bassi       | 10                |
| Polonia           | 15                |
| Repubblica Ceca   | 1                 |
| Slovacchia        | 2                 |
| Stati Uniti       | 8                 |
| Sudafrica         | 8                 |
| Svezia            | 1                 |
| Svizzera          | 8                 |
| Ungheria          | 1                 |